# Francesc Amatller
Francesc Amatller (s. XVIII) fou un músic i compositor vinculat a la Catedral de Tarragona del qual es conserva un manuscrit de cant pla anomenat l'Ofici dels Dolors (1776). Aquest manuscrit conté antífones, himnes, invitatoris i responsoris propis de l'ofici de la Mare de Déu dels Dolors.
Es conserven obres seves al fons musical de l'Arxiu de la Catedral de Tarragona (TarC).